# 蛭子座
蛭子座（えびすざ）とは、岐阜県中津川市蛭川2198-1（旧・恵那郡蛭川村）にある芝居小屋である。

## 概要
公民館も兼ねており、蛭川公民館ともいう。中津川市指定有形民俗文化財に指定されている。
毎年10月第3日曜日に、歌舞伎保存会の定期公演が行われる。歌舞伎公演の他、文化祭、芸能祭、軽スポーツでも使用されている。

## 歴史
江戸時代から明治時代の美濃国および飛騨国では、地元の人々による地芝居（歌舞伎）が盛んに行なわれており、数多くの芝居小屋が建てられた。現在も各地で歌舞伎保存会が活動している。特に東濃地域（中津川市・恵那市）は地芝居が盛んであり、蛭子座を含めていくつかの芝居小屋が現存する。

### 年表
- 1901年（明治34年） - 蛭子座が竣工。
- 1943年（昭和18年）～1945年（昭和20年） - 太平洋戦争中は軍需工場として使用される。
- 1949年（昭和24年） - 現在地に移転。資材は1901年（明治34年）に建造された当時のものを一部使用する。
- 1969年（昭和44年） - この年で歌舞伎公演が休止する。
- 1991年（平成3年） - 蛭川村歌舞伎保存会が発足し、歌舞伎公演が再開される。
- 2006年（平成18年）7月28日 - 中津川市指定有形民俗文化財に指定される。
- 2007年（平成19年）～2008年（平成20年） - 大規模改修工事。
- 2009年（平成21年）2月14日 - 改修工事が竣工して杮落としが行われる。

## 建築
木造2階建（一部3階建）であり、竣工時の延床面積は1,648.62m2、現在の延床面積は1,580m2。収容人数は560名。名古屋市の御園座を参考にして建設された。1901年（明治34年）に建築され、1949年（昭和24年）に現在地に移転されたるが、資材は建築当時のものを多く使用している。
2009年（平成21年）、大改修工事が竣工する。資材はできる限り再利用し、耐震補強とバリアフリー化の他、空調設備が整えられた。改修後も歌舞伎小屋の様式（花道、格天井など）はそのままとしている。

## 岐阜県の芝居小屋
岐阜県は地芝居が盛んな地域であり、江戸時代から昭和時代に建設された木造芝居小屋が残っている。主な芝居小屋は以下のとおりである。
- 鳳凰座（下呂市）
- 白雲座（下呂市）
- 黒川の東座（加茂郡白川町）
- 蛭子座（中津川市）
- かしも明治座（中津川市）
- 常盤座（中津川市）
- 五毛座（恵那市）
- 熊野座（恵那市）
- 美濃歌舞伎博物館 相生座（瑞浪市）
- 村国座（各務原市）